# NGC 5145
NGC 5145 (другие обозначения — UGC 8439, MCG 7-28-9, ZWG 218.10, IRAS13230+4331, PGC 46934) — спиральная галактика (Sb) в созвездии Гончие Псы.
Этот объект входит в число перечисленных в оригинальной редакции «Нового общего каталога».